# あぶらだこ
あぶらだこは、1983年に結成された日本のロックバンド。

## 概要・来歴
現在のメンバーは長谷川裕倫、大國正人、小町裕、伊藤健一の四人。メンバーチェンジや一時期の活動休止を含むものの、結成から現在まで三十年にわたり活動を続けている。ただしメンバー全員が一般職との兼業であるため、その活動は不定期かつマイペースである。
バンド名は、バンドを結成したころに長谷川がアルバイトをしていたゲームセンターの店長が、怒ると脂ぎって蛸の様になることからつけられた。
1981年頃、長谷川がギター、和泉明夫がボーカルをそれぞれ担当していた「変態クラブ」というバンドが前身である。俗にADK時代と呼ばれる最初期のあぶらだこは、レーベルの性格上ハードコア・パンクバンドシーンの代表的存在として認知されていた。しかし、ADK時代の1stアルバムから独特のユーモア感覚や構築性は既にあらわれており、イズミのノイジーかつフラッシーなギターやマルのパワフルでストレートなドラミングと、ヒロシのメロディアスなベースやヒロトモの声色・間などにおいて独特なヴォーカルは対照的な性格を有していた。『ADK盤』の発売後はマルの脱退によってハードコア色は一層希薄化し、当時都内のアンダーグラウンドで活動していた吉田達也がヘルプ参加してからは、現在にまでつながる性急な展開と執拗なリズム変化を基調とした音楽性を確立。伊藤加入以降も徐々にサウンドは変化し、それらのジャンルでは括りきれない独自の音楽性を保持するに至った。
その音楽性は長谷川の奇妙なヴォーカルと現代詩を髣髴とさせる難解な歌詞、それにぴったりと呼応するアンサンブルによって形成される。歌詞の自由詩的リズムに同期したアンサンブルは、楽曲としての体裁を危うくしかねないほど過剰な変拍子やポリリズムが盛り込まれ、短い時間に性急な展開を持たせているのが特徴である。近年では初期の比較的ストレートな攻撃性は薄れ、プログレッシヴ・ロック、スカム、雅楽、（非テクノ的な）アンビエント・環境音楽、現代音楽など、様々な音楽性を内包したものになっていると同時に、奏者たち独特の「間」を持たせたリズム解釈がより顕著となっている。一般的な観点からすると、一聴して取っ付きにくい音楽性である。
2009年2月7日開催の「あぶらだこ 二十六周年 ワンマン」以降ライブを行っておらず、実質的に活動休止状態である。

## メンバー
長谷川 裕倫（はせがわ ひろとも）
ボーカル担当。ギターや篳篥も演奏する。愛称「ヒロトモ」。島根県安来市出身。
近年は内田静男とのユニット「長谷川静男」や、大國・内田と結成したバンド「kito-mizukumi rouber」で活動中。
大國 正人（おおくに まさひと）
ギター担当。1998年9月加入。神奈川県横浜市出身。
バンド「kito-mizukumi rouber」で活動中。
小町 裕（こまち ひろし）
ベース担当。愛称「ヒロシ」。東京都新宿区出身。
2009年に元ドラムスの丸井・元NURSEのヴォーカルNECOと「D・O・T」を結成し活動中。
2023年4月に脳卒中により現在は療養中ながら少しずつライブ活動も開始している。
伊藤 健一（いとう けんいち）
ドラムス、コーラス、合いの手担当。1985年10月加入。埼玉県蓮田市出身。

### 過去のメンバー
和泉 明夫（いずみ あきお）
ギター担当。元チフス、変態クラブ。愛称「イズミ」。1996年に脱退。高円寺百景の創設メンバーでもあった。
丸井 義則（まるい よしのり）
ドラムス担当。愛称「マル」。1984年にLip Creamに参加。1985年2月に脱退しLAUGHIN' NOSEに参加（1990年に脱退）。
2009年にベースのヒロシとD・O・Tを結成。

### サポートメンバー
吉田 達也（よしだ たつや）
ドラムス担当。通称『木盤』の録音と当時のライヴ活動でのサポート。

## 作品
オリジナルアルバムのタイトルはすべて『あぶらだこ』であり、それぞれジャケットのアートワークに即した通称がある。

### インディーズ
1. あぶらだこ （1983年7月31日、ADK-05S）
  - 通称『ADKソノシート』。廃盤。
  - ラニングハイ／忍耐／エルサレムの屈辱／絶句／無／原爆
2. あぶらだこ （1984年9月10日、ADK-17）
  - 通称『ADK12インチ』。廃盤。
  - WHITE WOLF／LOGOS／煉瓦造りの丘／童愚／鏡の風景／OUT OF THE BODY

### シングル
1. 翌日 （2002年9月8日）
  - CD-Rによる自主制作盤。ライブ会場のみでの限定発売。
  - 2002年5月12日に下北沢SHELTERで行われたライブ音源を収録。
2. 翌日 （2004年1月24日、PX-115、PHALANX）
  - 上記と同様の音源を紙ジャケット仕様のプレス盤として再発売したもの。1曲入り(23分41秒)。
3. 翌日 12” （2022年7月20日、KRSE40）
  - 上記と同様の音源を収録した、片面のみの12inchシングルアナログ盤。
  - 2004年の紙ジャケットを可能な限り再現した、帯付きA式ダブルジャケット仕様となっている。

### アルバム
|     | 発売日                                                                                      | タイトル                                        | 規格品番                                                            | 収録曲 | 備考 |
| --- | ------------------------------------------------------------------------------------------- | ----------------------------------------------- | ------------------------------------------------------------------- | --- | --- |
| 1st | 1985年8月25日(LP) 1988年12月21日 1996年1月25日 2007年6月30日 2015年6月17日 2016年8月3日(LP) | あぶらだこ 通称『木盤』                         | 28JAL-3021 32WXD-108 TKCA-70827 SS-907 TKCA-10130:SHM-CD TKJA-10080 | 1. Farce [3:45] 2. S60 [1:30] 3. Row Hide [2:31] 4. 象の背 [1:41] 5. 生きた午後 [2:10] 6. ダーウィンの卵 [2:49] 7. ティラノの非苦知 [3:02] 8. BUY [1:30] 9. Paranoia [2:16] 10. 翌日 [7:34] | サポートとして吉田達也がドラムで参加。 |
| 2nd | 1986年12月1日(LP) 1989年7月25日 1996年1月25日 2007年6月30日 2015年6月17日 2016年8月3日(LP)  | あぶらだこ 通称『青盤』                         | ABURA 1 32WXD-121 TKCA-70828 SS-908 TKCA-10131:SHM-CD TKJA-10081    | 1. 北極 [1:00] 2. 29 [2:07] 3. ガロア [1:56] 4. 祝言 [3:32] 5. 硬貨と水 [1:54] 6. 陰徳 [3:08] 7. 南極 [1:49] 8. 泉わき血がおどる [1:29] 9. SLOPE [1:27] 10. 四部屋 [1:44] 11. 奇智 [2:09] 12. アンテナは絶対 [3:02] | 伊藤健一加入後初のアルバム。 「陰徳」は小町裕、「泉わき血がおどる」は和泉明夫が作曲。 当初はキャプテンレコードから発売予定であったが、レーベルからの「難解すぎる」というクレームから自主製作盤として発売。 |
| 3rd | 1989年4月10日(LP) 1989年4月10日 1996年1月25日 2007年6月30日 2015年6月17日 2016年8月3日(LP)  | あぶらだこ 通称『亀盤』                         | 28WXL-3006 32WXD-114 TKCA-70829 SS-909 TKCA-10132:SHM-CD TKJA-10082 | 1. 解 [1:47] 2. 陥没 [3:35] 3. 渺茫の星園 [3:30] 4. 五百段階右折 [3:08] 5. 秘境にて [4:04] 6. ひかり号 [1:32] 7. 徒歩記 [3:01] 8. 落札 [3:08] 9. 焦げた雲 [11:52] | 実質3枚目のアルバム。 上記の理由により極稀に「メジャーデビュー2枚目のアルバム」と呼ばれる事がある。 「陥没」のみ、和泉明夫が作曲。                                                                         |
| 4th | 1996年1月24日 2004年11月1日                                                                 | あぶらだこ 通称『釣り盤』（『釣盤』）           | KICS-521 NKCD-3924                                                  | 1. 夜霧の停車場[2:34] 2. 邁進[1:34] 3. 天狗の畦道[3:11] 4. オー・マイ・ゴッド[3:18] 5. 錯走[1:52] 6. グリーンパーク[4:47] 7. 蕎麦桜[2:32] 8. 蒼痍[4:13] 9. タッピングペースト[3:28] 10. 提言[2:43] 11. ±0.5[1:32] 12. 啓蟄[2:56] 13. 春望[2:29] 14. オークランド・イン・ヘブン[4:22] 15. 分陰[3:01] | 前作から約7年振りのアルバム。 「オー・マイ・ゴッド」「錯走」「蒼痍」「提言」は和泉明夫が作曲。 「グリーンパーク」「オークランド・イン・ヘブン」は小町裕が作曲。                                            |
|     | 1999年12月25日                                                                              | あぶらだこ 通称『OK盤』                         | OK-0007                                                             | 1. ラニングハイ 2. 忍耐 3. エルサレムの屈辱 4. 絶句 5. 無 6. 原爆 7. 米ニスト 8. クリスタル・ナハト 9. WHITE WOLF 10. LOGOS 11. 煉瓦造りの丘 12. 童愚 13. 鏡の風景 14. OUT OF THE BODY 15. FUN (Live) 16. エルサレムの屈辱 (Live) 17. WHITE WOLF (Live) 18. 忍耐 (Live) | ADKソノシート、ADK12インチ、GREAT PUNK HITSの収録曲と当時のライブ音源を併せて収録。 |
| 5th | 2000年10月25日                                                                              | あぶらだこ 通称『月盤』                         | MDCL-1397                                                           | 1. ど宴会錦 [1:42] 2. やまびこ [3:14] 3. 湯ヶ島吟行 [1:52] 4. 肴核 [2:27] 5. 索漠な信号 [4:04] 6. 新世界 [2:18] 7. 夕映 [2:31] 8. 律動 [2:57] 9. 冬枯れ花火 [2:42] 10. 過去過去去来 [6:07] | 大國正人加入後初のアルバム。 「索漠な信号」のみ、小町裕が作曲。 |
| 6th | 2004年6月4日 2021年11月24日(LP)                                                             | あぶらだこ 通称『穴盤』                         | PCD-5860 PLP-7164～5                                                | 1. 都塵気孔 [4:34] 2. 夏風邪へ魚群 [3:17] 3. 磁場 [3:13] 4. 鰐園 [2:49] 5. ファストダンスは僕に [2:56] 6. 映発トンネル [4:39] 7. 湿原へ砂浜 [4:02] 8. 素懐手 [5:50] 9. 自転車の窓から [1:43] 10. トリプルレインボー [24:16] | Pヴァイン・レコード移籍後初のアルバム。 |
| 7th | 2008年6月6日 2021年12月22日(LP)                                                             | あぶらだこ 通称『舟盤』                         | PCD-18532 PLP-7167                                                  | 1. 倅の勘違い [3:19] 2. 忿溜艦 [6:21] 3. 禁泳 [3:09] 4. 餅搗きジルバ [1:44] 5. 凍える炭 [3:50] 6. グレーグビズマズ [6:37] 7. 七草牧場 [1:59] 8. 全方眼ブルー [7:12] 9. 猫の角 [3:21] 10. 入港 [4:39] | レコーディング兼マスタリング・エンジニアとして、中村宗一郎が参加。 |
|     | 2008年6月6日 2023年3月29日                                                                  | あぶらだこ『ADK Years 1983 - 1985』 通称『ADK』 | PCD-93130 PCD-25361                                                 | 1. ラニングハイ [1:32] 2. 忍耐 [0:59] 3. エルサレムの屈辱 [3:02] 4. 絶句 [2:58] 5. 無 [0:48] 6. 原爆 [5:29] 7. 米ニスト [1:06] 8. クリスタル・ナハト [1:20] 9. WHITE WOLF [3:03] 10. LOGOS [2:16] 11. 煉瓦造りの丘 [2:15] 12. 童愚 [2:39] 13. 鏡の風景 [2:29] 14. OUT OF THE BODY [4:04] 15. 絶句 (LIVE) [3:49] 16. 米ニスト (LIVE) [3:07] 17. エルサレムの屈辱 (LIVE) [1:15] 18. クリスタル・ナハト (LIVE) [1:28] 19. ランニングハイ (LIVE) [1:32] 20. 忍耐 (LIVE) [1:03] 21. 無 (LIVE) [0:53] 22. 原爆 (LIVE) [4:42] 23. FUN (LIVE) [1:46] 24. スイミングハイ (LIVE) [2:10] 25. スカ (LIVE) [2:00] 26. カッカッカッ (LIVE) [2:59] 27. タムド (LIVE) [1:14] | OK盤の内容に加え、未発表曲のライブ音源を収録。 |
|     | 2021年11月24日(LP)                                                                          | あぶらだこ『ADK』                               | PLP-7166                                                            | 1. ランニングハイ [1:32] 2. 忍耐 [0:59] 3. エルサレムの屈辱 [3:02] 4. 絶句 [2:58] 5. 無 [0:48] 6. 原爆 [5:29] 7. 米ニスト [1:06] 8. クリスタル・ナハト [1:20] 9. WHITE WOLF [3:03] 10. LOGOS [2:16] 11. 煉瓦造りの丘 [2:15] 12. 童愚 [2:39] 13. 鏡の風景 [2:29] 14. OUT OF THE BODY [4:04] | ADKソノシート・12インチ、GREAT PUNK HITSの収録曲を併せて収録した完全限定生産LP盤。 |
|     | 2021年12月22日(LP)                                                                          | あぶらだこ『ADK LIVE』                          | PLP-7168                                                            | 1. 絶句 (LIVE) [3:49] 2. 米ニスト (LIVE) [3:07] 3. エルサレムの屈辱 (LIVE) [1:15] 4. クリスタル・ナハト (LIVE) [1:28] 5. ランニングハイ (LIVE) [1:32] 6. 忍耐 (LIVE) [1:03] 7. 無 (LIVE) [0:53] 8. 原爆 (LIVE) [4:42] 9. LOGOS (LIVE) 10. FUN (LIVE) [1:46] 11. スイミングハイ (LIVE) [2:10] 12. スカ (LIVE) [2:00] 13. カッカッカッ (LIVE) [2:59] 14. タムド (LIVE) [1:14] 15. OUT OF THE BODY (LIVE) | ADK Years 1983 - 1985のライブ音源に加え、「LOGOS」「OUT OF THE BODY」の未発表ライブ音源が追加収録された完全限定生産LP盤。                                                                                  |

### 参加作品
| 発売日         | タイトル                                                 | 規格品番    | 収録曲                                         | 備考                                                               |
| アルバム       | アルバム                                                 | アルバム    | アルバム                                       | アルバム                                                           |
| -------------- | -------------------------------------------------------- | ----------- | ---------------------------------------------- | ------------------------------------------------------------------ |
| 1983年12月16日 | GREAT PUNK HITS                                          | 25JAL-2     | 「米ニスト」「クリスタル・ナハト」             | ハードコア・パンクバンドによるオムニバス・アルバム。               |
| 1994年1月1日   | DEVIL FROM THE EAST-A DECADE OF YOSHIDA TATSUYA          | ZIKS BB-014 | 「BUY」（1985年夏のライブテイク）              | 吉田達也の参加楽曲のコレクション・アルバム。                       |
| 1998年4月22日  | UNDERGROUND SEARCHLIE『スケキヨ』                        | MVCH-19002  | 「横隔膜節」を提供、演奏。                     |                                                                    |
| 1998年5月21日  | UNDERGROUND SEARCHLIE『アオヌマシズマ』                  | MVCH-19003  | 「これが私の登山口」を提供、演奏。             |                                                                    |
| 2000年7月16日  | 極東最前線                                               | SAKASHO-16  | 「横隔膜節」                                   | eastern youth監修のオムニバス・アルバム                            |
| 2001年5月23日  | WAX the ALBUM                                            | TKCA-72142  | 「生きた午後」「五百段階右折」「徒歩記」       | 徳間ジャパンコミュニケーションズ                                   |
| 2005年2月23日  | レベルロックス～魂の叫び 二十一世紀の言霊～              | TKCA-72836  | 「ダーウィンの卵」                             | JAPAN RECORD                                                       |
| 2005年10月1日  | 長谷川静男『Gene Packs』                                 | PSFD-163    |                                                | 長谷川裕倫と内田静男(滲有無)による即興ユニット                     |
| 2006年6月14日  | ROCK is LOFT Red Disc ～SHINJUKU LOFT 30th Anniversary～ | MHCL-798    | 「翌日」                                       | GT music                                                           |
| 2006年10月25日 | 爆裂!ニュー・ウェイブ 1980                               | VICL-62129  | 「エルサレムの屈辱」                           | Victor Entertainment                                               |
| 2009年6月9日   | 愛について                                               | EAR-009     | 「波のまにまに果てた島国から / 長谷川静男」    | EAR                                                                |
| 2010年11月10日 | GROOVIN' 昭和! 7 ～ロマンチスト                          | TKCA-73577  | 「S 60」                                       | JAPAN RECORD                                                       |
| 2014年4月9日   | Vampillia『the divine move』                             | VBR-019     | 「tasogare」に長谷川のみ参加。                 | Virgin Babylon Records                                             |
| DVD            |                                                          |             |                                                |                                                                    |
| 2002年12月25日 | 変拍子DE踊ろう                                           | MGDV-02     | 「これが私の登山口」「肴核」「新世界」「律動」 | 2002年7月に表参道FABにて行われた同名オムニバスイベントによる映像。 |
| 2003年12月25日 | DVDマガジン「ウラン」vol.5                               |             | 「ひかり号」「生きた午後」                     | 2003年11月3日に下北沢SHELTERにて行われたライブによる映像。         |

## ミュージックビデオ
| 監督     | 曲名           |
| 増山淳也 | 「冬枯れ花火」 |
| 丸山太郎 | 「猫の角」     |

## 主なライブ
- 1984年12月31日 - NEW YEAR ROCK FESTIVAL 絶対過激!オポチュニストに用はない 12th 1984-1985
- 1985年12月31日 - NEW YEAR ROCK FESTIVAL 13th 1985-1986
- 2001年05月05日 - スペースシャワー列伝 第2巻 ～咆哮の宴～
- 2004年08月01日 - FUJI ROCK FESTIVAL '04